# Alter Jüdischer Friedhof (Nürnberg)

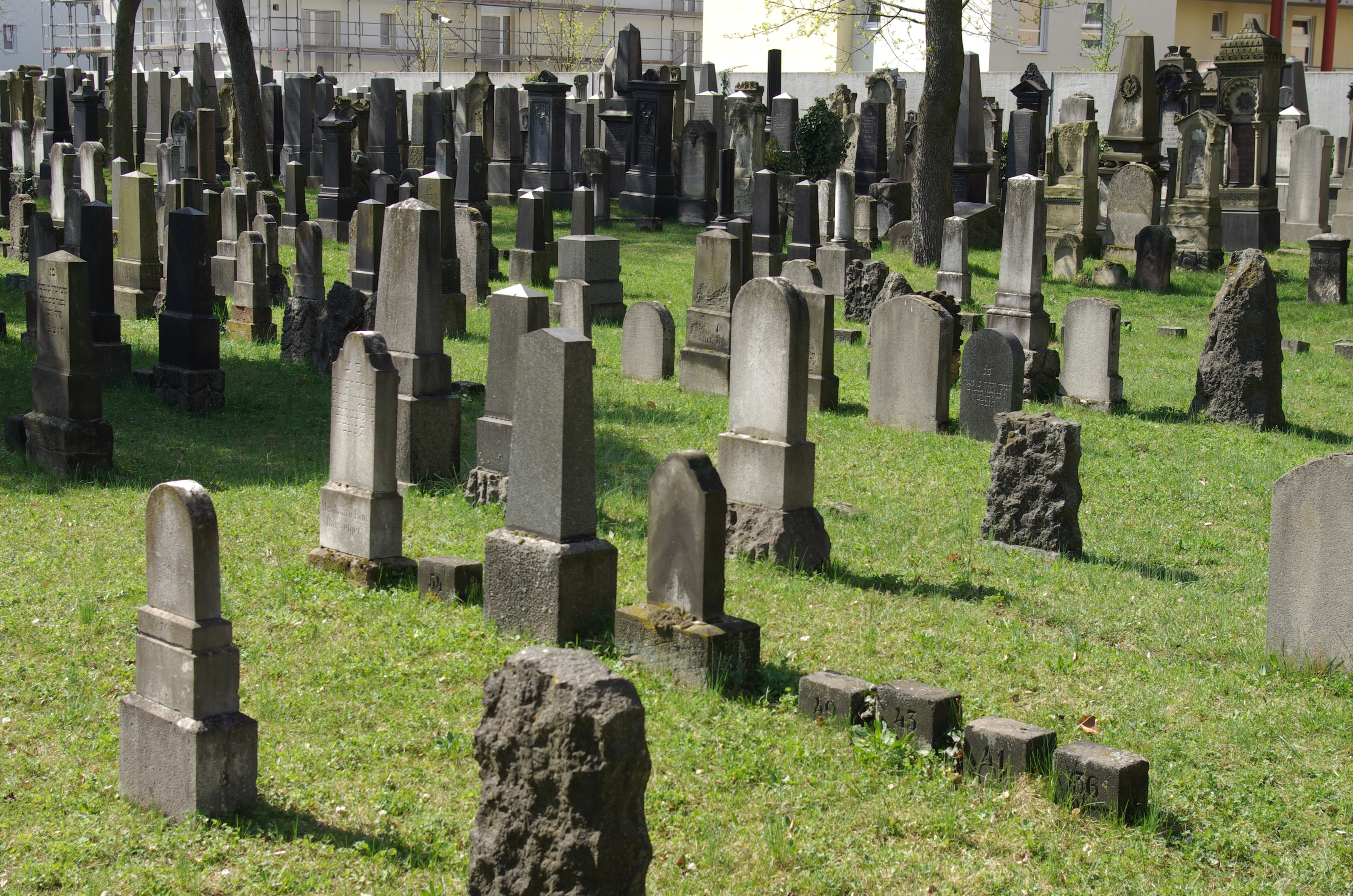
Alter Jüdischer Friedhof in Nürnberg, 2011

Der Alte Jüdische Friedhof  ist eine von zwei erhaltenen Begräbnisstätten der Israelitischen Kultusgemeinde in Nürnberg. Der Friedhof wurde von 1864 bis 1922 belegt.

## Lage
Der Friedhof liegt zwischen der Bärenschanzstraße 40 und der Reutersbrunnenstraße im Stadtteil Gostenhof. Der mit Kameras bewachte Friedhof ist nicht öffentlich zugänglich, kann jedoch von mehreren Seiten eingesehen werden.

## Geschichte

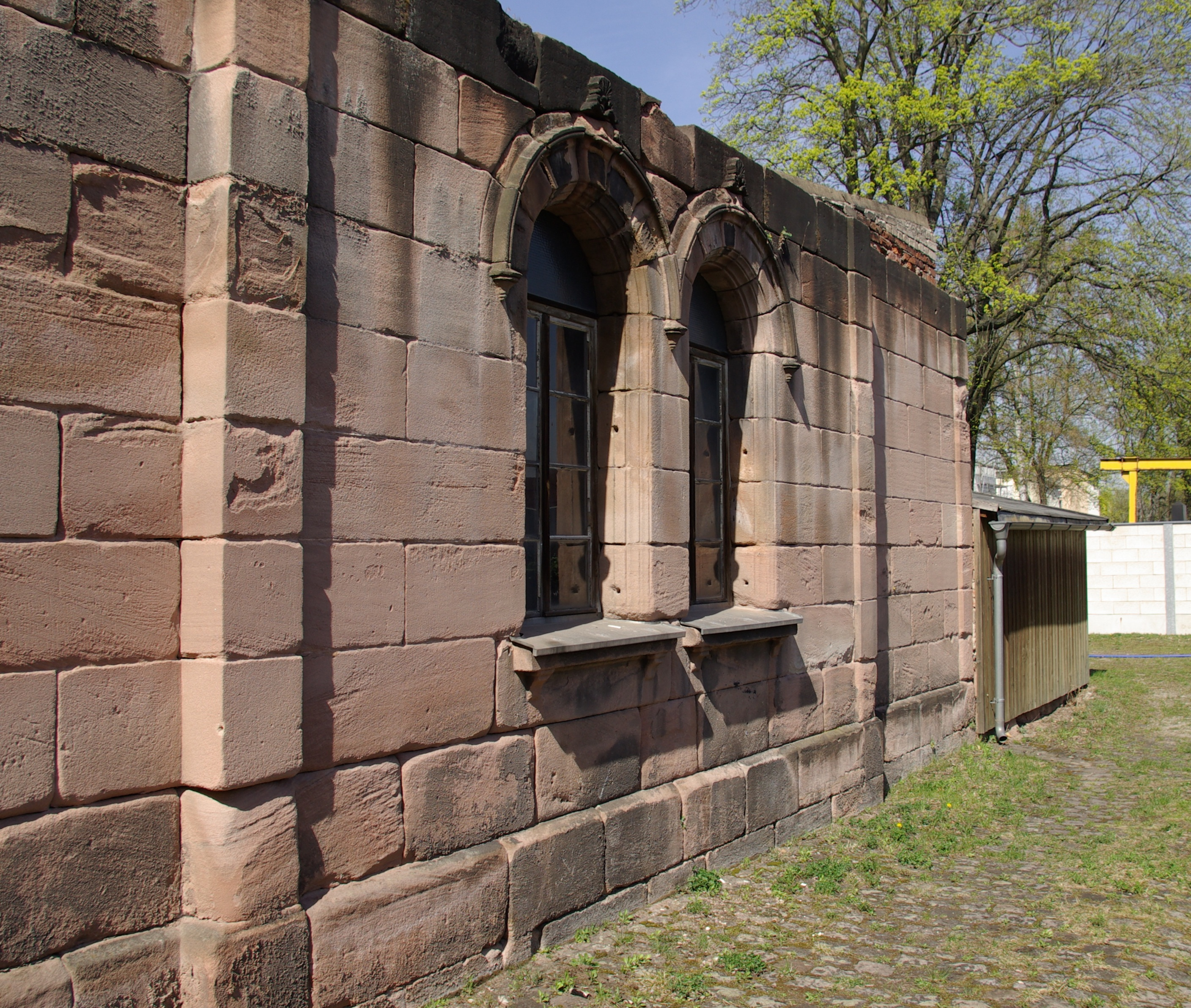
Ruine des Taharahauses, 2011. Abriss im Dezember 2021.

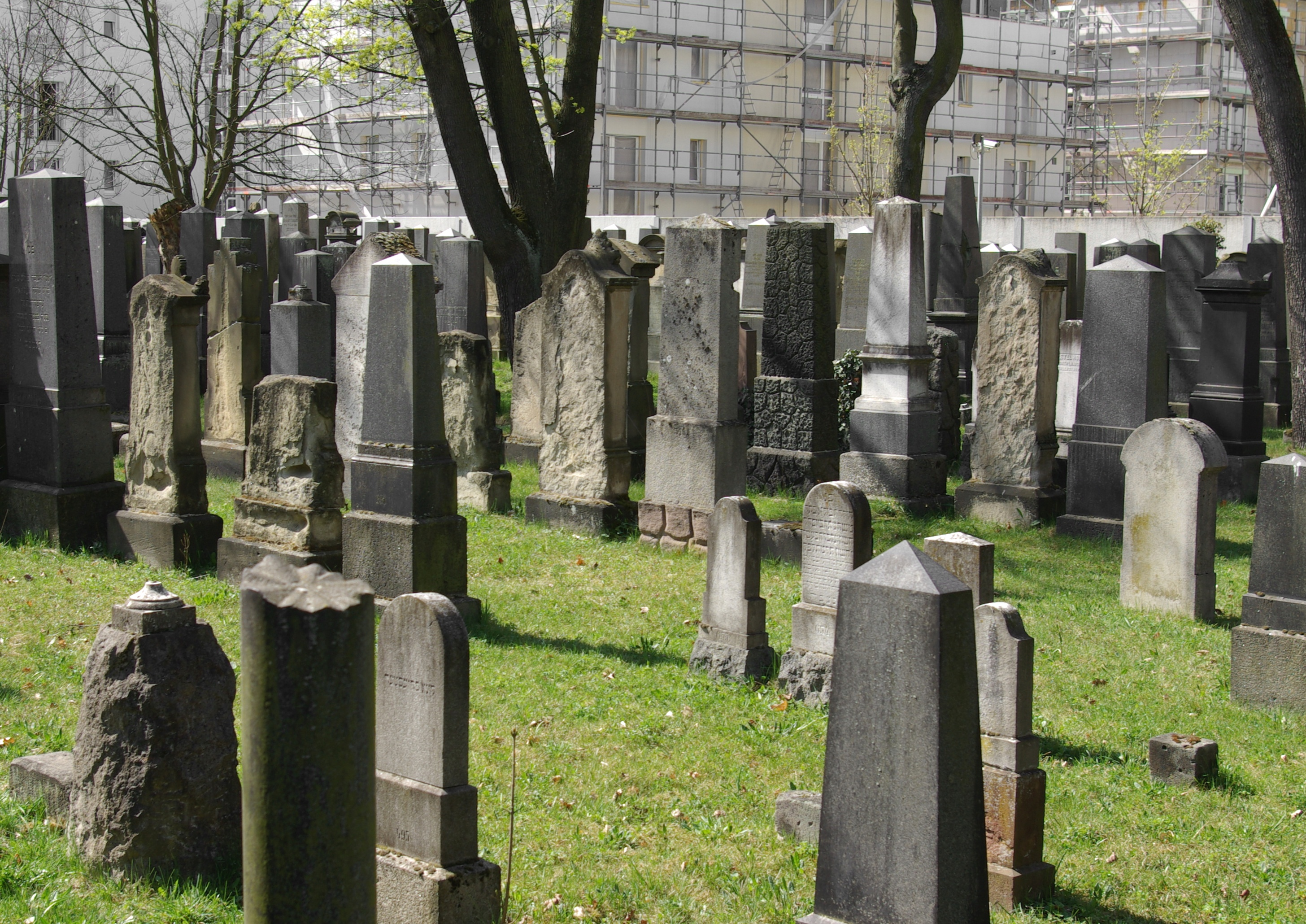
Alter Jüdischer Friedhof in Nürnberg, 2011

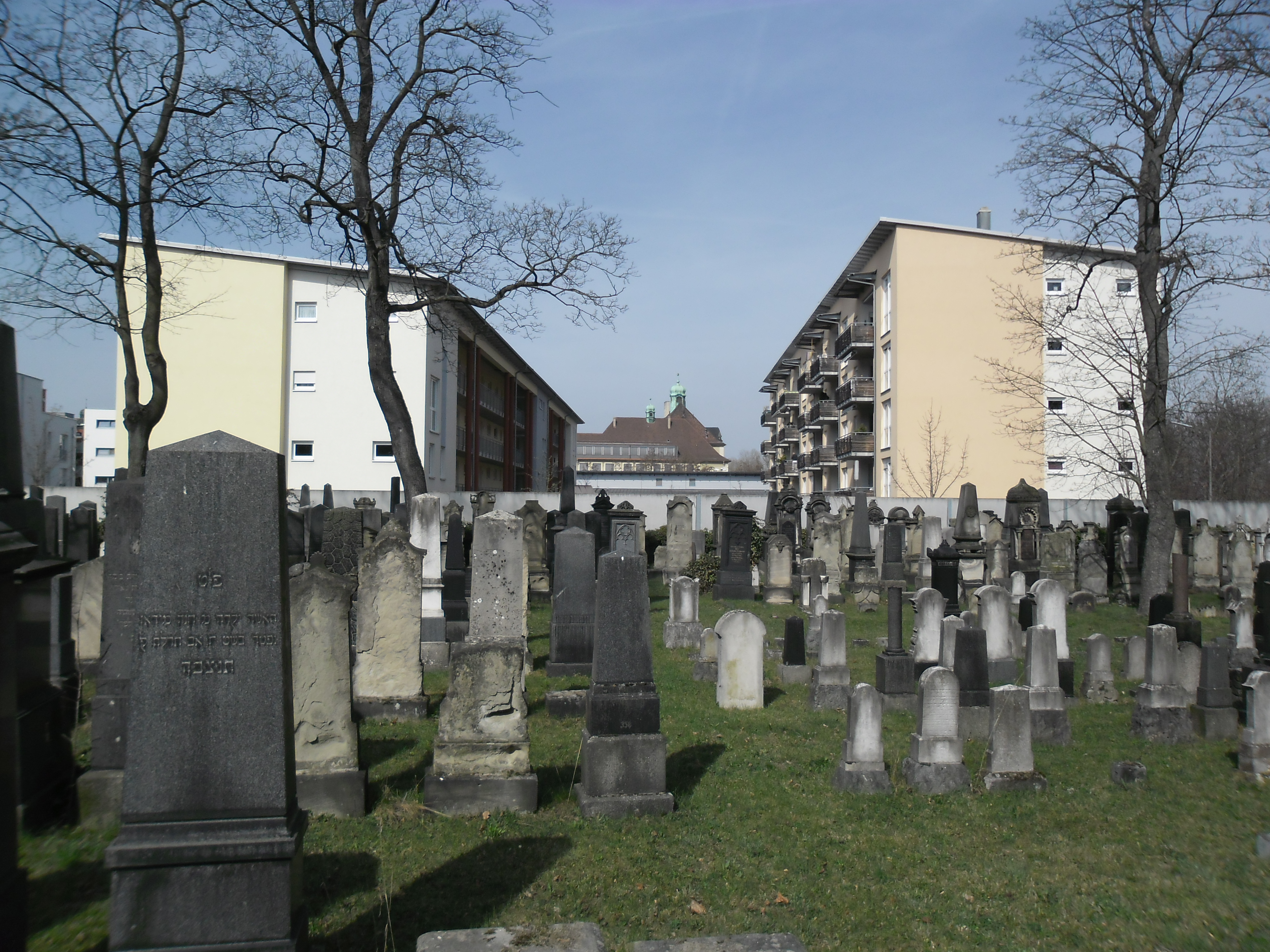
Alter Jüdischer Friedhof in Nürnberg, 2012

Zwischen dem 20. Februar und dem 10. März 1499 mussten alle Juden die Stadt Nürnberg verlassen. Der Rat der Stadt erwarb für 8000 Gulden sämtliche Häuser von Juden, die Synagoge, den Friedhof und allen liegenden Grund. Der damalige Stadtbaumeister ließ die rund 3.000 Grabsteine des jüdischen Friedhofs im Bereich von der Vorderen Beckschlagergasse über die Münzgasse/Münzplatz bis zur heutigen Äußeren Laufer Gasse beschlagnahmen. Diese Steine wurden teilweise in das Fundament der Mauthalle eingearbeitet. Rund 350 Jahre, bis zum Jahre 1850, gab es keine Bürger jüdischen Glaubens in Nürnberg.
Mit 9 gegen 8 Stimmen beschloss der Stadtmagistrat im Jahr 1850 die Zulassung von Juden als Bürger in Nürnberg. So wurde der 350-jährige Bann gebrochen und dem Juden Josef Kohn aus Markt Erlbach die Wohnsitznahme in Nürnberg gestattet. Im gleichen Jahr stimmte das Innenministerium der Zulassung von Juden zu. Für weitere Zuzüge von Juden gab es nunmehr keine prinzipiellen Schwierigkeiten mehr.
Die Verstorbenen der wachsenden jüdischen Gemeinde wurden zunächst auf dem Alten Jüdischen Friedhof in Fürth beigesetzt. Verstorbene Kinder Nürnberger Juden wurden teilweise auf den städtischen Friedhöfen beerdigt. Diese Praxis wurde 1857 von der evangelischen Kirchenleitung verboten. Ab 1860 gab es Bemühungen, einen neuen jüdischen Friedhof anzulegen.
Der Friedhof auf dem sogenannten Bleiweisacker an der Bärenschanzstraße 40 wurde am 28. Februar 1864 mit der Beisetzung von Jakob Hirsch Marschütz eingeweiht. Bis zur 1922 erfolgten Schließung wurden hier etwa 2.225 Personen beerdigt. Bereits vor der Machtergreifung der Nationalsozialisten wurde der Friedhof geschändet. Im Februar 1943 wurden alle metallischen Anbringungen an den Gräbern und Grabsteinen entfernt, einschließlich Namensplatten und Metallbuchstaben. Beim Luftangriff am 2. Januar 1945 wurden das Taharahaus und mehrere hundert Gräber zerstört.
1905 erwarb die jüdische Gemeinde Nürnbergs ein Grundstück an der Schnieglinger Straße zur Anlage des Neuen Jüdischen Friedhofes, der seit 1910 belegt wird.